# Ситдиков, Евгений Раушанович
Евгений Раушанович Ситдиков (род. 25 июня 2001, Актобе) — казахстанский футболист, вратарь клуба «SD Family».

## Клубная карьера
Футбольную карьеру начинал в 2017 году в составе клуба «Актобе М». 30 октября 2021 года в матче против клуба «Каспий» дебютировал в казахстанской Премьер-лиге (1:5), выйдя на замену на 64-й минуте вместо Жасура Нарзикулова.
20 февраля 2025 года перешел в клуб SD Family из Астаны.

## Карьера в сборной
19 октября 2017 года дебютировал за сборную Казахстана до 17 лет в матче против сборной Франции до 17 лет (0:5).

## Достижения
«Актобе»
- Серебряный призёр чемпионата Казахстана: 2022
- Победитель Первой лиги: 2020

## Клубная статистика
| Клуб                | Сезон               | Лига | Лига | Кубки | Кубки | Еврокубки | Еврокубки | Итого | Итого |
| Клуб                | Сезон               | Игры | Голы | Игры  | Голы  | Игры      | Голы      | Игры  | Голы  |
| ------------------- | ------------------- | ---- | ---- | ----- | ----- | --------- | --------- | ----- | ----- |
| Актобе              | 2020                | 0    | 0    | —     | —     | —         | —         | 0     | 0     |
| Актобе              | 2021                | 1    | -1   | 0     | 0     | —         | —         | 1     | -1    |
| Актобе              | 2022                | 0    | 0    | 1     | 0     | —         | —         | 1     | 0     |
| Актобе              | Итого               | 1    | -1   | 1     | 0     | —         | —         | 2     | -1    |
| → Актобе М          | 2017                | 0    | 0    | —     | —     | —         | —         | 0     | 0     |
| → Актобе М          | 2018                | 19   | -40  | —     | —     | —         | —         | 19    | -40   |
| → Актобе М          | 2019                | 5    | -14  | —     | —     | —         | —         | 5     | -14   |
| → Актобе М          | 2021                | 9    | -24  | —     | —     | —         | —         | 9     | -24   |
| → Актобе М          | 2022                | 13   | -12  | —     | —     | —         | —         | 13    | -12   |
| → Актобе М          | Итого               | 46   | -90  | —     | —     | —         | —         | 46    | -90   |
| Актобе              | 2024                | 0    | 0    | 1     | -2    | —         | —         | 1     | -2    |
| Актобе              | Итого               | 0    | 0    | 1     | -2    | —         | —         | 1     | -2    |
| Всего за «Актобе»   | Всего за «Актобе»   | 1    | -1   | 2     | -2    | —         | —         | 3     | -3    |
| → Актобе М          | 2024                | 14   | -32  | —     | —     | —         | —         | 14    | -32   |
| → Актобе М          | Итого               | 14   | -32  | —     | —     | —         | —         | 14    | -32   |
| Всего за «Актобе М» | Всего за «Актобе М» | 60   | -122 | —     | —     | —         | —         | 60    | -122  |
| Всего за карьеру    | Всего за карьеру    | 61   | -123 | 2     | -2    | —         | —         | 63    | -125  |